# Карлобаг
Карлобаг је насељено место и седиште општине у Личко-сењској жупанији, Република Хрватска.

## Географија
Карлобаг је мало место на обали Јадранског мора, који се налази западно од Госпића и јужно од Сења.

## Историја
Град је основао свети римски император Карло IV у четрнаестом веку. Град је добио име по њему. У граду се налази манастир Капучин који је пун старих цртежа слика из средњег и новог века. На брду близу града су рушевине тврђаве из средњег века Фортице и цркве светог Карла од Боромеа саграђене 1615. године.
Срби избегли из Турске населили су се 1626. око Карлобага. Хрватски заповедници на аустријско-турској граници тражили су храну, да је дају изгладнелим насељеницима.
Немац Бернхард Шварц у својој путописној књизи о Црној Гори "Црна Гора" (прво издање: Лајпциг 1888.) за Карлобаг каже: "То је Карлобаг, најјужнија од већих хрватских насеобина".
Стигло је 1792. године девет православних породица у место. Тражили су да им се уступи за верске потребе капела Св. Тројства. Православци Срби у Карлобагу до 1855. године нису имали своје гробље. Загребачка губернија је 1854. године одредила за њих једно место али како је број Срба у том приморском градићу био мали, нису имали довољно средстава. Намеравали су на гробљу и малу капелу да подигну. Позиву да им се помогне, одазвао се епископ Далматински Стефан Кнежевић, који је приложио 277 ф. Био је то највећи прилог.
Учитељ у Карлобагу, Симеон Кончар је 1911. године превео књигу приповедака са словеначког на српски језик. Било је то дело Словенца Јосипа Јурчића, које је објавила у едицији "Књиге за народ", новосадска Матица српска.

### Двадесети век
У црквеном погледу Карлобаг је био 1905. године село у саставу православне црквене општине Смиљан. Карлобаг је био седиште своје политичке општине, а ту су и пошта и брзојав. У месту је била основна школа за српске ученике.
Дана 5. новембра 1918. године Италијани су заузели многа приморска места и обалу између Карлобага и Трогира.
Карлобаг је у 20. веку остао мирно приморско туристичко место под Велебитом. Године 1929. радило се на инсталацији телефонских комуникација између Карлобага и других места у приморју. У Њему је током 1932. године било 636 туриста. Било је у то време светске економске кризе. Поређења ради 1937. године констатовано је да постоји напредак, и тада их је било око 500 дана (толико су туристи провели).
Године 1934. Карлобаг је одлуком надлежног министра Преке изгубио статус града. До тада су три најмања града били: Иванић Град, Костајница и Карлобаг. Градић Карлобаг је једини од њих постао обично село. У њему је радила Државна уговорна пошта.
Током 1936. године грађен је водовод, који је са Велебита доводио воду за пиће у Карлобаг.
Карлобаг је 1938. и уназад неколико година био без лекара; био је то показатељ његовог заостајања за осталим приморским варошицама. Била је то последица отварања личке пруге, због које је то туристичко место изгубило значај. Магацини за робу на обали остали су празни, јер је због лоших друмских саобраћајница промет замро. Путеви су тада били неравни, каменити, уски и без и једног саобраћајног знака. Ни туристи нису као пре у значајнијем броју свраћали.
Место је још 1880. године имало осморазредну Грађанску школу чији је опстанак био угрожен због немаштине и малог броја ђака. Међутим она се одржала и тек тридесетих година 20. века је била затворена. Било је то септембра 1932. године, по одлуци министра просвете. При Државној основној школи у Карлобагу је 13. јула 1939. године дозвољено отварање првог разреда Више народне школе.
Град је постао познат током југословенских ратова када је проф др Војислав Шешељ више пута захтевао да ЈНА повуче трупе на линију Карловац-Карлобаг-Вировитица, додавши да је све источно од те линије српска земља.
До територијалне реорганизације у Хрватској налазио се у саставу старе општине Госпић.

## Привреда
Данас је главно занимање у граду рибарење, и туризам. Карлобаг је позната туристичка дестинација. Велебит планине које се налазе изнад града су проглашене за светску резерву биосфере, која је и једина у Хрватској.

## Становништво
Према попису из 2001. године општина Карлобаг је имала 1.019 становника, већина њих су Хрвати (92,19%) али постоји и мали број Срба, и Италијана.
На попису становништва 2011. године, општина Карлобаг је имала 917 становника, од чега у самом Карлобагу 468.

## Попис 1991.
На попису становништва 1991. године, насељено место Карлобаг је имало 467 становника, следећег националног састава:
| Попис 1991.‍  | Попис 1991.‍  | Попис 1991.‍ | Попис 1991.‍ | Попис 1991.‍ |
| ------------ | ------------ | ----------- | ----------- | ----------- |
|              |              |             |             |             |
| Хрвати       | Хрвати       |             | 420         | 89,93%      |
| Срби         | Срби         |             | 19          | 4,06%       |
| Југословени  | Југословени  |             | 12          | 2,56%       |
| Албанци      | Албанци      |             | 5           | 1,07%       |
| Мађари       | Мађари       |             | 1           | 0,21%       |
| Руси         | Руси         |             | 1           | 0,21%       |
| неопредељени | неопредељени |             | 7           | 1,49%       |
| регион. опр. | регион. опр. |             | 1           | 0,21%       |
| непознато    | непознато    |             | 1           | 0,21%       |
| укупно: 467  |              |             |             |             |